# Hendrik Conscience

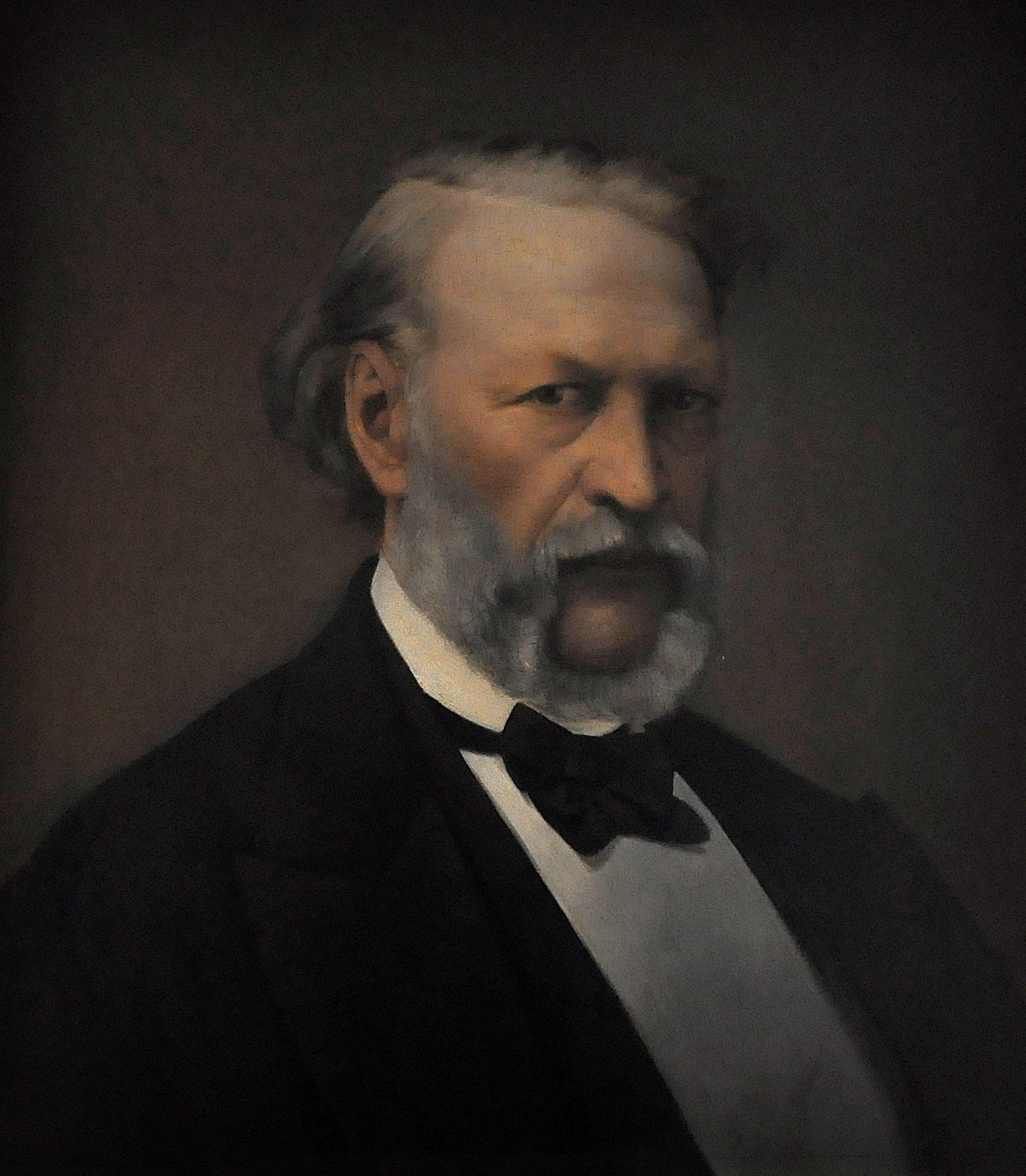
Hendrik Conscience (ca. 1870) door Hendrik De Pondt in het museum Kortrijk 1302

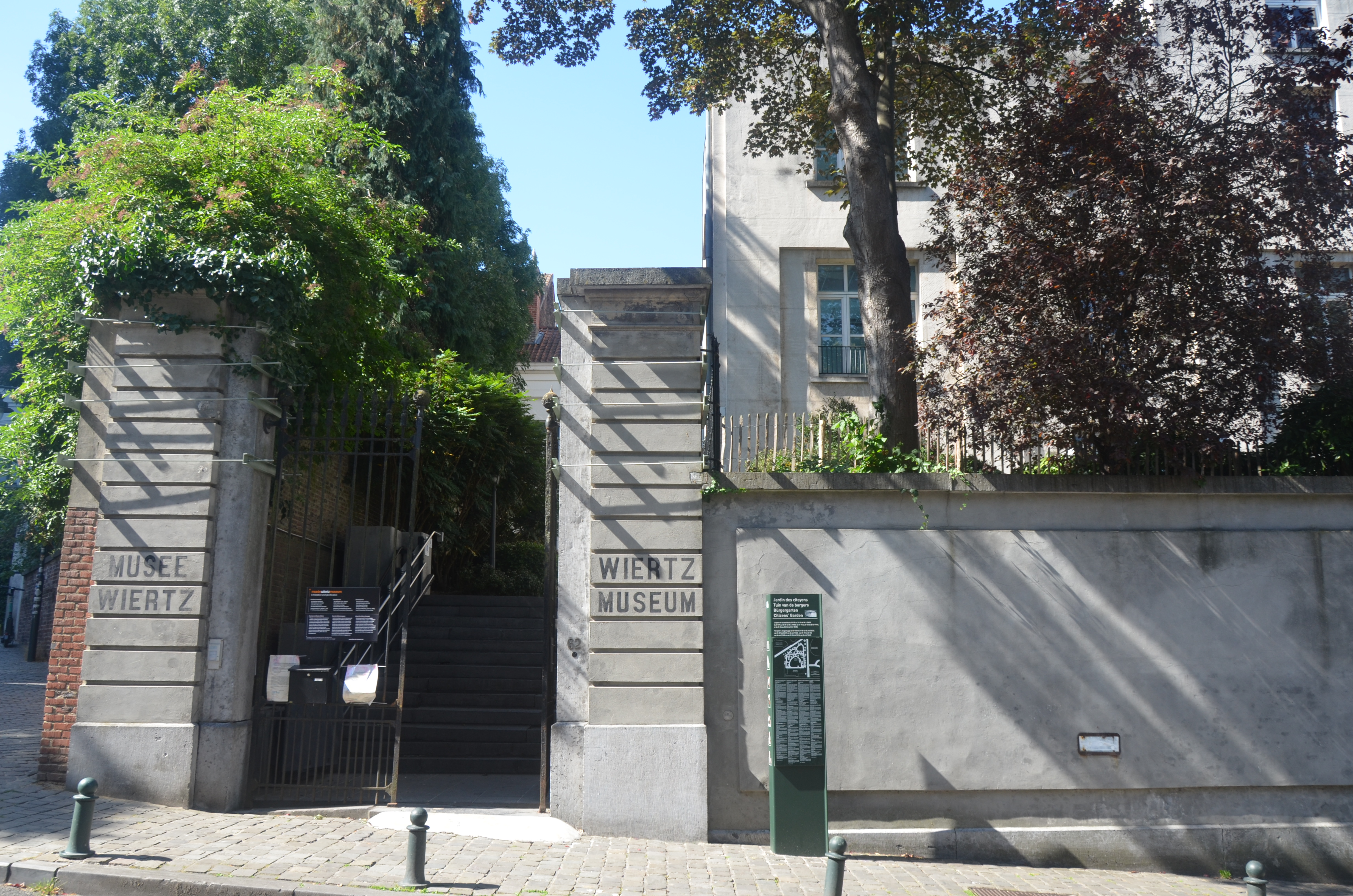
Woon- en overlijdensplaats van Hendrik Conscience te Brussel

Hendrik (Henri) Conscience (Antwerpen, 3 december 1812 – Elsene, 10 september 1883) was een Belgisch schrijver. Hij werkte zich door talent en ijver op tot een Vlaams volksschrijver. Er wordt van hem gezegd dat hij "de man was die zijn volk leerde lezen."
Door middel van zijn 'schilderende' teksten probeerde hij het volk op te voeden en te onderwijzen. Conscience was pro-Belgisch maar tegelijk bleek uit zijn geschriften een felle Vlaamsgezindheid. Zijn populairste werk, De leeuw van Vlaanderen heeft bijgedragen tot de Vlaamse bewustwording in de 19e eeuw en de groei van de Vlaamse Beweging in de 20e eeuw en werd bijna een eeuw later herwerkt tot een filmscenario en verfilmd door Hugo Claus.
Naast schrijver was hij ook bestuurder, griffier, redacteur, arrondissementscommissaris en conservator van musea.

## Biografie

### Jeugd
Hendrik Conscience was een zoon van de Antwerpse ongeletterde Cornelia Balieu, en van Pierre Conscience, afkomstig uit Besançon. Die werkte voor de marine van Napoleon Bonaparte onder het Franse keizerrijk en was in 1811 verbonden aan de Antwerpse haven. Toen de Fransen na het Congres van Wenen wegtrokken uit Antwerpen, bleef Pierre met zijn gezin achter.
Het echtpaar kreeg acht kinderen, van wie er twee dood geboren werden en vier na korte tijd overleden. Alleen Hendrik en Jean-Balthasar (4 januari 1815 - 11 oktober 1880) bleven in leven. Hendriks moeder stierf op 14 december 1820. In 1826 trad zijn vader in het huwelijk met de veel jongere Anna Catherina Bogaerts. Zij kregen negen kinderen, van wie er vier zeer jong overleden.
Hendrik had een zwakke gezondheid. Hij bracht zijn zeven eerste levensjaren door in een stoeltje bij het venster. Zijn moeder beurde hem op door het vertellen van oude Antwerpse verhalen. Toen hij in de daaropvolgende jaren de kracht kreeg om de straat op te gaan met zijn speelmakkers, werd hij hun geliefkoosde verteller. Zijn vader was zijn eerste onderwijzer. In de familiale tuin werd hij daarenboven een vriend van bloemen en planten en later een groot bewonderaar van de natuur. Het onderwijs, dat hij daarna in een privaatschool van Borgerhout genoot, was eerder gering. De begaafde leerling werd in die school hulponderwijzer. Hij oefende zich vervolgens als autodidact in het Engels en het Frans en kon ondermeester worden in een van de voornaamste scholen van de stad.

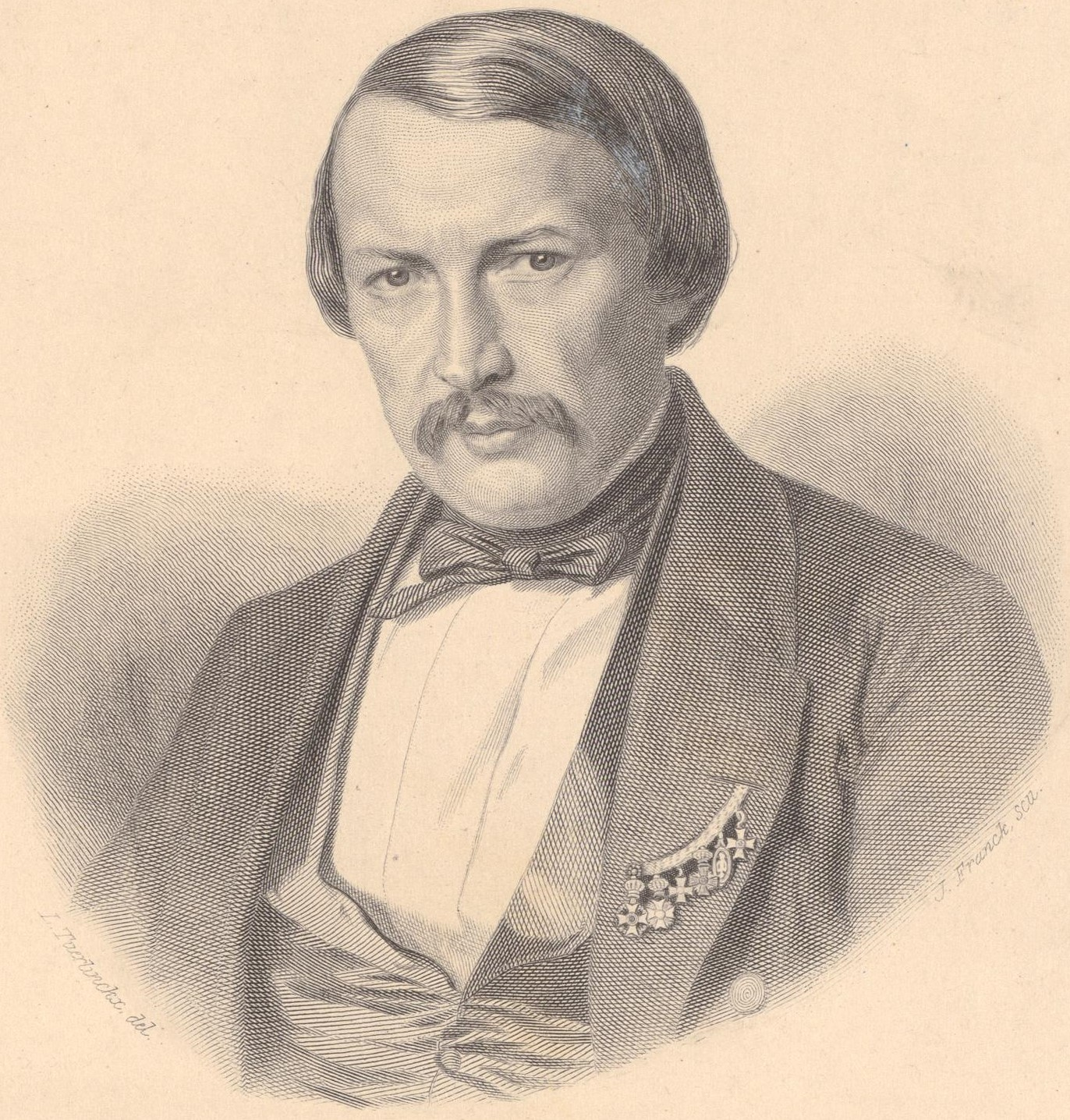
Hendrik Conscience

### Revolutie
Bij het begin van de Belgische Revolutie tekende Conscience op 28 oktober 1830 een vrijwilligersverbintenis voor twee jaar, op 7 april 1831 omgezet in een dienstcontract voor vijf jaar. Na korporaal, foerier, sergeant-majoor en onderwijzer van de regimentsschool in Dendermonde te zijn geweest, verliet hij het leger op 21 mei 1836.
Hij onderhield toen al contacten met Antwerpse lettervrienden, onder meer met Jan De Laet en Theodoor van Ryswyck. Bij zijn terugkomst in zijn geboortestad werd hij lid van de rederijkerskamer "De Olijftak" en ontpopte zich stilaan tot volksschrijver. Voor dit deel in z'n leven deed hij een greep naar een ingenieursdiploma bij het Belgisch bestuur. Hij had in zijn literaire loopbaan met tegenspoed te kampen. Hij had weinig financiële middelen van bestaan en het was zijn vriend de kunstschilder Gustaaf Wappers die hem een baan als vertaler bij het provinciaal bestuur bezorgde. Vanwege zijn Vlaamsgezindheid was hij echter al gauw verplicht van dit ambt af te zien. Uit noodzaak werd hij toen hovenier.

### Consciences meesterwerk
Conscience schreef aanvankelijk Franse gedichten. In 1837 publiceerde hij In 't Wonderjaer 1566 en Phantazy, maar deze werken kenden weinig succes. In deze tijd had hij zware financiële problemen. Hij kreeg van Leopold I een subsidie en kreeg ook de erefunctie van leraar Nederlands van de koninklijke prinsen.
Conscience werd hoogstwaarschijnlijk geïnspireerd tot het schrijven van De leeuw van Vlaanderen na het zien van het schilderij De Groeningeslag van Nicaise De Keyser in het Antwerpse Vleeshuis. In de roman beschrijft hij de Guldensporenslag, die hij als achtergrond gebruikt om de liefdesavonturen te schetsen van Machteld, de dochter van Robrecht III van Bethune met ridder Adolf van Nieuwlandt. Een aantal passages in het boek, die niet stroken met de geschiedenis, probeerde hij later in zijn Geschiedenis van België recht te zetten. Met het grote succes van De leeuw van Vlaanderen verdiende Conscience de titel "de man die zijn volk leerde lezen". Verder heeft dit boek sterk bijgedragen tot de Vlaamse bewustwording in de 19de eeuw en de groei van de Vlaamse Beweging tot in de 20ste eeuw.

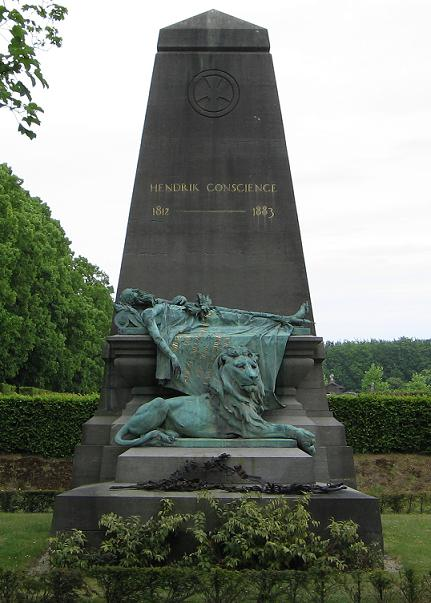
Praalgraf op het Schoonselhof te Antwerpen

### Nade Leeuw
Zijn letterkundige werken verwierven toen reeds zoveel bijval, dat het Wappers, die bestuurder van Antwerpens Academie werd, gelukte, hem op 6 november 1841 tot zijn griffier te doen benoemen. Ook in dit ambt ontmoette de schrijver van allerlei zijden weerstand.
In 1842 huwde Conscience met Maria Peinen. Ze kregen vijf kinderen, van wie er vier jong overleden: Hildevert (Antwerpen 1843 - Diksmuide 1869), Machteld (Antwerpen 1848 - Antwerpen 1851), Marie (Antwerpen 1846 - Etterbeek 1922), Clara (Antwerpen 1855 - Kortrijk 1857) en Hendrik (Antwerpen 1857 - Elsene 1869). Beide zonen overleden aan de gevolgen van tyfus, Clara aan kroep. Marie trad in 1870 in het huwelijk met de dichter-componist Gentil Antheunis. Conscience vluchtte weg uit de stad, naar Schilde en maakte er vele wandelingen. Op een dag kwam hij in een hoeve in Zoersel waar hij de inspiratie voor De loteling opdeed.
Het in 1843 verschenen Hoe men schilder wordt was het eerste boek van een nieuwe periode. Het was het levensverhaal van zijn vriend Edward Dujardin, die verschillende van zijn werken illustreerde.
Samen met enkele bevriende letterkundigen was hij medeoprichter van het Vlaamsgezinde dagblad Vlaemsch België, dat in Brussel uitgegeven werd vanaf 1 januari 1844 maar al in november van datzelfde jaar ter ziele ging.
Nadat zijn beschermheer Wappers van het bestuur van de academie had moeten afzien, gaf ook Conscience zijn ontslag op 3 februari 1854. Om de vervolgde Vlaamse schrijver te troosten en op te beuren, gaven zijn Antwerpse vrienden en bewonderaars hem feesten, op welke de gevierde kunstenaar zijn buitengewone redenaarsgaven deed uitschijnen. Het was een droeve tijding voor de Vlaamse kunststad Antwerpen toen het ministerie van Binnenlandse Zaken hem op 6 januari 1857 benoemde tot arrondissementscommissaris in Kortrijk. Daar leefde Conscience, tot hij op 10 september 1868 werd aangesteld als bewaarder der koninklijke musea voor schilder- en beeldhouwkunst in Brussel. Terwijl hij daar in het Wiertzmuseum was gevestigd, vierde men tijdens een druk bijgewoond feest de publicatie van zijn honderdste boekdeel.

### Hendrik Conscienceplein
In het kader van de hernoeming van het Jezuïtenplein tot het Hendrik Conscienceplein creëerde beeldhouwer Frans Joris een standbeeld van de schrijver Hendrik Conscience, waarvoor Conscience zelf model stond. Vanwege gezondheidsproblemen was Conscience niet in staat om de plechtige onthulling van het beeld op 13 augustus 1883 bij te wonen, en overleed een maand later. Bij de onthulling stuitte het beeld op kritiek van zowel het publiek als de pers, omdat het een bejaarde versie van Conscience uitbeeldde. Men had immers verwacht dat Frans Joris een jongere Conscience zou afbeelden, passend bij de periode waarin hij zijn iconische werk De Leeuw van Vlaanderen (1838) publiceerde. Desalniettemin gaf de familie van Hendrik Conscience aan dat de schrijver tevreden was met de weergave van zijn persoon, gebaseerd op de schetsen en voorontwerpen die Frans Joris hem had getoond in zijn laatste levensmaanden.

### Dood

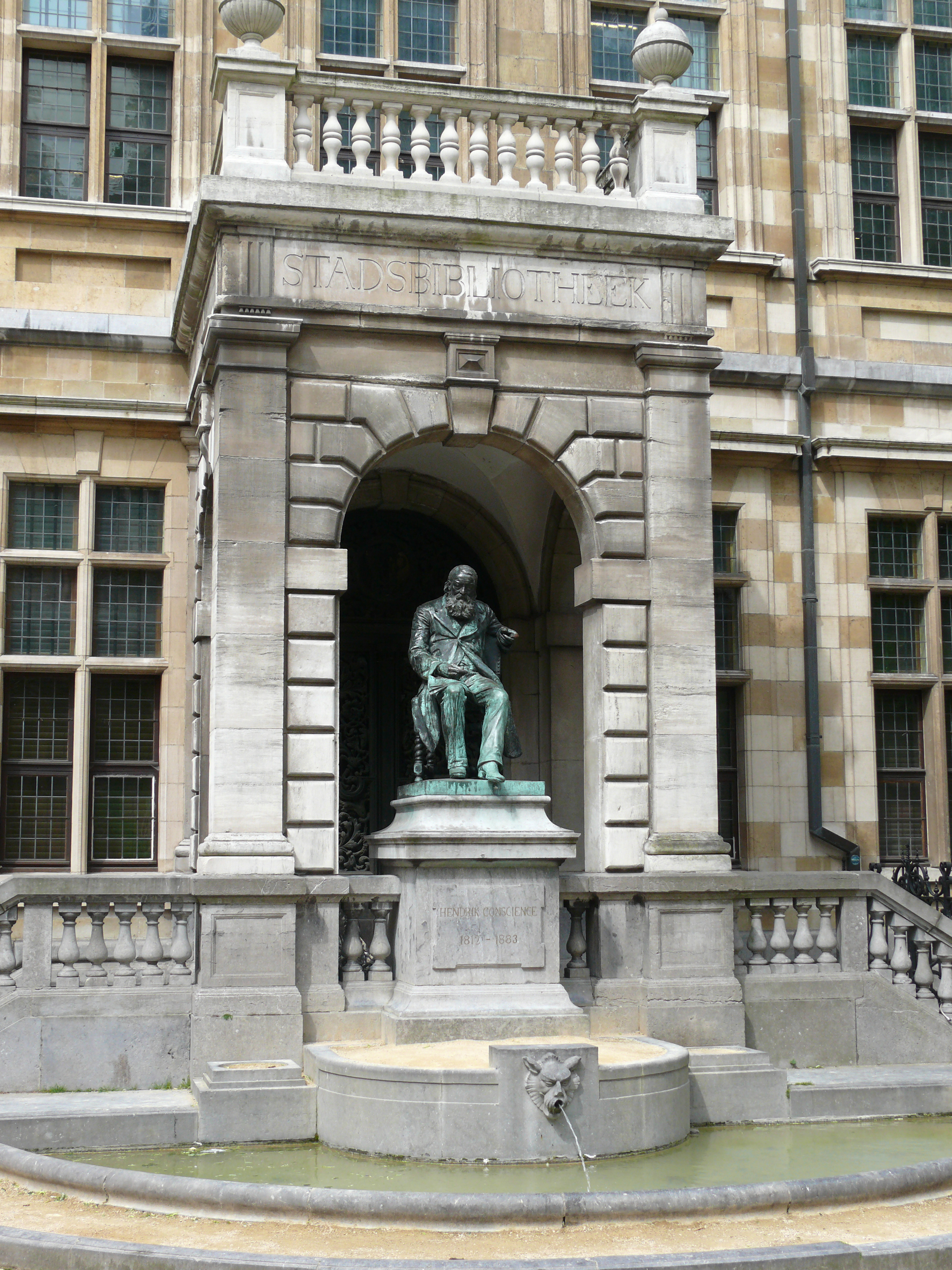
H. Conscience voor de Erfgoedbibliotheek, Antwerpen

Hendrik Conscience stierf op 10 september 1883. Zes dagen later werd op 16 september zijn gebalsemd lijk in Antwerpen met vorstelijke luister begraven op het Kielkerkhof, waar op 19 september 1886 boven zijn grafkelder een gedenkzuil werd geplaatst, eveneens van de hand van Frans Joris. Tijdens deze plechtigheid liet Peter Benoit de "Treur- en Triomfzang" ("Conscience-cantate") uitvoeren, een compositie op een gedicht van Victor Alexis de la Montagne. Later werden het stoffelijk overschot van de schrijver en zijn grafmonument naar het Schoonselhof overgebracht, waar het tegenover perk U te bezichtigen is.

### Nalatenschap
Hendrik Conscience liet door zijn slechte gezondheid in zijn laatste levensmaanden een testament opstellen, waarbij hij wenste dat zijn literaire nalatenschap in een geheel zou blijven. In 1899 kocht de stad Antwerpen zijn literair archief van zijn familie die in geldnood zaten. Met dit materiaal werd in 1912 een grote tentoonstelling ingericht, ter gelegenheid van de honderdste geboortedag van de schrijver. De grote belangstelling deed plannen rijzen voor een permanent Consciencemuseum, maar die zijn nooit uitgevoerd. Wel werd in 1933 het Museum van de Vlaamsche Letterkunde gesticht, waar de nalatenschap van Conscience ondergebracht werd in het oude Huis De Beukelaer, alwaar een vaste tentoonstelling over Conscience liep.

## Publicaties
- In 't Wonderjaer 1566 (1837)
- Phantazy (1837)
- De Leeuw van Vlaenderen (1838)
- Hoe men schilder wordt (1843)
- Wat een Moeder lijden kan (1843)
- Siska van Roosemael (1844)
- Geschiedenis van België (1845)
- Geschiedenis van graaf Hugo van Craenhove en van zijnen vriend Abulfaragus (1845)
- Avondstonden (1846)
- Eenige bladzyden uit het boek der natuer (1846)
- Lambrecht Hensmans (1847)
- Jacob van Artevelde (1849)
- De Loteling (1850)
- Baes Gansendonck (1850)
- Houten Clara (1850)
- Blinde Roza (1850)
- Rikke-tikke-tak (1851)
- De arme edelman (1851)
- De Gierigaard (1853)
- De Grootmoeder (1853)
- De Boerenkrijg (1853)
- Hlodwig en Clothildis (1854)
- De Plaeg der Dorpen (1855)
- Het Geluk van Rijk te zijn (1855)
- Moeder Job (1856)
- Jubelfeesten (1856)
- De geldduivel (1856)
- Batavia (1858)
- Redevoeringen (1858)
- De omwenteling van 1830 (1858)
- Simon Turchi (1859)
- De Kwaal des Tijds (1859)
- De Jonge Dokter (1860)
- Het IJzeren Graf (1860)
- Bella Stock (1861)
- De burgers van Darlingen (1861)
- Het Goudland (1862)
- Moederliefde (1862)
- De Koopman van Antwerpen (1863)
- Een Uitvinding des Duivels (1864)
- Mensenbloed (1865)
- De Ziekte der Verbeelding (1865)
- Bavo en Lieveken (1865) - Bekroond met de Staatsprijs voor Letterkunde
- Valentijn (1865)
- De Burgemeester van Luik (1865)
- Levenslust (1868)
- De Kerels van Vlaanderen (1870)
- Koning Oriand (1872)
- Een Goed Hart (1872)
- Eene O te veel (1872)
- Een Stem uit het Graf (1872)
- Een Zeemanshuisgezin (1872)
- Een Slachtoffer der Moederliefde (1872)
- De Twee Vrienden (1872)
- De Baanwachter (1872)
- Korte Levensbeschrijving van F.A. Snellaert (1873)
- De Minnezanger (1873)
- De Dichter en zijn Droombeeld (1873)
- De Keus des Harten (1873)
- Everard 't Serclaes (1874)
- Eene verwarde zaak (1874)
- Levensbeschrijving van Willem Demol (1875)
- Schandevrees (1875)
- Gerechtigheid van Hertog Karel (1876)
- De Oom van Felix Roobeek (1877)
- De Schat van Felix Roobeek (1878)
- Het wassen Beeld (1879)
- De Gekkenwereld (1880)
- De Welopgevoede Dochter (1880)
- Geld en Adel (1881)
- Geschiedenis mijner jeugd (1888)
- De Duivel uit het Slangenbos (1889) (Aangevuld en uitgegeven door zijn dochter Maria Antheunis-Conscience)

## In de populaire cultuur
- Zijn Vlaamse historische romans beïnvloedden verscheidene Vlaamse striptekenaars tot stripbewerkingen van zijn boeken, zoals Bob De Moor deed met De Kerels van Vlaanderen en De Leeuw van Vlaanderen.
- Het Suske en Wiskealbum De gouden ganzeveer toont Lambik totaal in de ban van Consciences boeken. Verder in het verhaal reizen hij en de overige personages terug naar de negentiende eeuw. In het verhaal worden diverse verwijzingen naar Consciences boeken gemaakt. Zo gedraagt Lambik zich als Baes Gansendonck.
- Sinds 2008 heet de bewaarbibliotheek van de stad Antwerpen Erfgoedbibliotheek Hendrik Conscience.
- Nogal wat Vlaamse steden en gemeenten hebben straten en pleinen naar hem vernoemd; we vermelden hier het Hendrik Conscienceplein in Antwerpen, de Hendrik Consciencelaan in Brugge (beiden sinds 1883) en de gelijknamige laan in Mortsel (sinds 23 juni 1938).[2]